# Streptomycin
Streptomycin ist ein Aminoglykosid-Antibiotikum, welches von zahlreichen Streptomyceten gebildet wird.

## Geschichte
Streptomycin wurde erstmals am 19. Oktober 1943 von Selman Waksman und seinen Mitarbeitern Albert Schatz und Elizabeth Bugie an der Rutgers University aus Streptomyces griseus isoliert. Für die Entdeckung erhielt Waksman, der 1944 die Wirksamkeit des Streptomycins bei der menschlichen Tuberkulose entdeckte, 1952 den Nobelpreis für Medizin. Streptomycin, in den 1950er Jahren etwa von den Unternehmen Rhein-Chemie Arzneimittel (Heidelberg) und Heyl & Co. in Berlin-Steglitz und Hildesheim als Streptomycin bzw. Streptomycine (Trockenpackungen zur Selbstherstellung der Lösungen) oder als Peni-Strept oder in Supracillin-E kombiniert mit Penicillin angeboten, erlangte große Bedeutung als erstes Antibiotikum gegen Tuberkulose. Außerdem wird Streptomycin in der Landwirtschaft zur Bekämpfung von Feuerbrand eingesetzt. In den Staaten der EU und in der Schweiz sind keine Pflanzenschutzmittel mit diesem Wirkstoff zugelassen. Trotzdem wurden 2011 im Kanton Thurgau neun Tonnen Honig entdeckt, welche den Toleranzwert von Streptomycin überschritten hatte. 2016 wurden fünf andere Pflanzenschutzmittel als Alternativen zur Bekämpfung des Feuerbrands zugelassen.

## Wirkung
Streptomycin zeigt ein breites Wirkungsspektrum, wobei vor allem gram-negative Erreger geschädigt werden. Streptomycin bindet an die 30S-Untereinheit der prokaryontischen 70S-Ribosomen, deformiert dessen Struktur und hemmt damit die Bildung des Initiationskomplexes. Dementsprechend wird die gesamte Translation und in Folge eine Bakterienvermehrung unterbunden.
Resistenzen beruhen auf veränderten Ribosomenbindungsstellen. Dann kann Streptomycin sogar als Kohlenstoffquelle genutzt werden und fördert somit Wachstum und Vermehrung resistenter Keime.
Aufgrund seiner geringen therapeutischen Breite bei gleichzeitig rascher Resistenzentwicklung ist Streptomycin nur bei Tuberkulose und wenigen speziellen Infektionen (Streptokokken- bzw. Enterokokken-Endokarditis, Pest, Brucellose und Tularämie) und nur als Kombinationstherapie angezeigt. Es wird (als Sulfatsalz) in Form parenteraler Trockenpulverformulierungen angewendet.

## Unerwünschte Wirkung
Bei längerer Anwendung können Schäden am Gehör und den Nieren entstehen (Ototoxizität, Nephrotoxizität).

## Synthese
An der Biosynthese der Verbindung sind zahlreiche Enzyme beteiligt, welche ausgehend von Glucose zunächst die Monosaccharide einzeln modifizieren, bis zunächst eine Verknüpfung zum Disaccharid erfolgt und anschließend das Trisaccharid gebildet wird. Die erhaltene Vorstufe wird nach erfolgter Ausschleusung durch Dephosphorylierung mittels extrazellulärer Phosphatase in die aktive Form überführt. Streptomycin enthält das ungewöhnliche Monosaccharid L-Streptose.
Auf Grund der Komplexität der chemischen Struktur kommt wirtschaftlich nur die biotechnologische Herstellung in Frage. Diese erfolgt mit Streptomyces griseus-Stämmen, wobei eine Ausbeute von mehr als 10 Gramm pro Liter zu erwarten ist (bei einer Laufzeit des Fermenter von 120 Stunden und entsprechenden Optimierungen).

## Handelsnamen
Monopräparate
Strepto-Fatol (D), Streptomycin und Streptomycine (D, abgelaufen) sowie ein Generikum (D)